# 本托萨
本托萨，是西班牙拉里奥哈自治区的一个市镇。总面积10平方公里，总人口129人（2001年），人口密度13人/平方公里。